# French Kiwi Juice
French Kiwi Juice (FKJ) (Vincent Fenton, * 26. März 1990) ist ein der Pariser New French House-Szene zugerechneter Musiker.
Der aus Tours stammende Künstler schloss sich 2012 dem Label Roche Musique an, an das er durch seinen Freund Jean Janin (Cézaire) gelangte. Nach mehreren Singles veröffentlichte er im März 2017 sein Debütalbum French Kiwi Juice. FKJ trat bereits auf mehreren Festivals auf wie beispielsweise dem Coachella.

## Diskografie

### EPs
- The Twins (2012)
- Time For A Change (2013)
- Take Off (2014)
- Ylang Ylang (2019)

### Studioalben
- French Kiwi Juice (2017)
- Just Piano (2022)
- VINCENT (2022)

### Singles
- Lying Together (2012)
- So Much To Me (2013)
- Instant Need (2013)
- Skyline (2017)
- Why are there Boundaries (2017)
- TUI (2018)
- Is Magic Gone (2018)
- Leave my home (2019)
- Way Out (2020)
- Let's Live (2022)
- Us - A Colors Show (2022)